# Vacsoracsata
A Vacsoracsata az angol Channel 4-on futó Come Dine With Me magyar változata. Az angol műsor első évadában négy-öt amatőr civil szakács, főzni szerető ember mérkőzött meg egymással az ezer fontos fődíjért. A műsor második évadában sor került egy celeb hétre, amiben híres emberek mérték össze főzőtudományukat. Az angol verzió narrátora Dave Lamb, aki szarkasztikus narrációjával hozzájárult a műsor sikeréhez.
A magyar változatban egy hét kivételével mindig híres emberek vendégelték meg az öt, különkiadásokkor hat (Heti Hetes évforduló, Celeb vagyok, ments ki innen! hét) celebet. A műsor első évadában volt egy civil hét, aminek azonban az alacsony nézettség miatt nem lett folytatása.

## A műsor felépítése
A műsor egy hete öt adásból áll, s ezen adások hétköznap kerülnek leadásra. Az öt híresség az előre kiosztott sorrendben látja vendégül a hétre összeállított celeb csapatot.
Az egyes részek két részre bonthatóak; az adás első felében nyomon követjük a hírességet, ahogy bevásárol és elkészíti a vacsorát. A menükártyán szereplő három étel (előétel, főétel, desszert) három részre osztja az első felét a műsornak. Amíg a celeb elkészíti az adott fogást, a többiek addig megpróbálják kitalálni, hogy milyen lehet az adott étel és elmondják róla a véleményüket. Az adás első felének a vége az, hogy az aktuálisan házigazda híresség megterít és várja a vendégeket.
A második részben a házigazda a welcome drink után tálalja a vacsorát. Az első évadban szokásos volt, hogy a desszert előtt a vendégek az aktuális házigazda házát körüljárták. A desszert után általában valamiféle kisebb produkcióval szokott előrukkolni a házigazda, mielőtt a vendégek elhagyják a házát.
A pontozás 1-10-es skálán történik. Az értékelés az első részekben még a házigazda otthonában történt, az évad közepétől azonban már abban az autóban pontoztak, ami fuvarozta őket. Az adott pontszámot a képernyőn hanghatás után megjelenő, sárga, lekerekített téglalapban is láthatjuk.
A pontozás után az állást a műsor végén egy táblázatban láthatjuk, amiben napra leosztva szerepelnek a házigazdák. A házigazdákról készült egy pár másodperces mozgókép is, amivel beazonosítható a pontszám táblázatban. Az eredményhirdetés az utolsó napon történik, amikor is az utolsó házigazda egy ezüst tálcát hoz be, amin az összesítésnek megfelelő számú kis boríték volt a helyezés számával. A heti utolsó adás végén bemutatják, hogy kik lesznek a következő héten a vendéglátók.

## Szereplők
- A hét győztese
| 2008     | 2008                | 2008        | 2008            | 2008         | 2008            | 2008           |
| Epizódok | Első rész időpontja | Házigazdák  | Házigazdák      | Házigazdák   | Házigazdák      | Házigazdák     |
| -------- | ------------------- | ----------- | --------------- | ------------ | --------------- | -------------- |
| 1-5      | 2008. március 3.    | Gáspár Bea  | Spitzer Gyöngyi | Benkő Dániel | Sütő Enikő      | Kinter Oszkár  |
| 6-10     | 2008. március 10.   | Marsi Anikó | Szőke András    | Horváth Éva  | Ördög Nóra      | Bárdosi Sándor |
| 11-15    | 2008. március 17.   | Hajdú Péter | Szögeczky Ágnes | Zoltán Erika | Farkasházi Réka | Hajas László   |

     - A hét győztese
| Tematikus hetek | Tematikus hetek     | Tematikus hetek | Tematikus hetek | Tematikus hetek | Tematikus hetek    | Tematikus hetek | Tematikus hetek |
| Epizódok        | Első rész időpontja | Házigazdák      | Házigazdák      | Házigazdák      | Házigazdák         | Házigazdák      | Házigazdák      |
| --------------- | ------------------- | --------------- | --------------- | --------------- | ------------------ | --------------- | --------------- |
| 1-6             | 2009. augusztus 31. | Hajós András    | Hajdu Steve     | Bajor Imre      | Farkasházy Tivadar | Hernádi Judit   | Kern András     |
| 7-12            | 2011. június 25.    | Horváth Éva     | Spitzer Gyöngyi | Benkő Dániel    | Bárdosi Sándor     | Falusi Mariann  | Gáspár Győző    |

     - A hét győztese
| 2009     | 2009                 | 2009                | 2009                | 2009               | 2009           | 2009             |
| Epizódok | Első rész időpontja  | Házigazdák          | Házigazdák          | Házigazdák         | Házigazdák     | Házigazdák       |
| -------- | -------------------- | ------------------- | ------------------- | ------------------ | -------------- | ---------------- |
| 1-5      | 2009. szeptember 7.  | Laár András         | Lola                | Zoltán Erika       | Faragó András  | Nagy Sándor      |
| 6-10     | 2009. szeptember 14. | Papadimitriu Athina | Szacsvay László     | Pulai Imre         | Orosz Barbara  | Hujber Ferenc    |
| 11-15    | 2009. szeptember 21. | Debreczeni Zita     | Szulák Andrea       | Magyar Attila      | Ádok Zoltán    | Keresztes Ildikó |
| 16-20    | 2009. szeptember 28. | Reviczky Gábor      | Császár Előd        | Louanda Bird Abreu | Pintér Adrienn | Maranec Fruzsina |
| 21-25    | 2009. október 5.     | Oláh Ibolya         | Kohánszky Rajmund   | Székhelyi József   | Barabás Éva    | Szabó Patrícia   |
| 26-30    | 2009. október 12.    | Gregor Bernadett    | Labancz Lilla       | Nagy Feró          | Szabó Erika    | Cooky            |
| 31-35    | 2009. október 19.    | Bódi Sylvi          | Csomor Csilla       | Balzsay Károly     | Szujó Zoltán   | Gáspár Győző     |
| 36-40    | 2009. október 26.    | Dukai Regina        | Bagi Iván           | Bíró Ica           | Bárdosi Sándor | Bársony Bálint   |
| 41-45    | 2009. november 2.    | Karsai Zita         | Rákóczi Ferenc      | Kozso              | István Dániel  | Frajt Edit       |
| 46-50    | 2009. november 9.    | Hajdú Péter         | Jakupcsek Gabriella | Dobó Kata          | Szinetár Dóra  | Buza Sándor      |
| ?        | ?                    | Bálint Antónia      | Erdélyi Mónika      | Kautzky Armand     | Szakál Miklós  | Csepregi Éva     |

A műsorban szereplő házigazdák a Vacsoracsata hivatalos honlapjáról, az RTL Most műsorral kapcsolatos oldalairól és az RTL II műsorrendjéből származnak.

## Csatornák
A régi részek ismétlései eddig az RTL Klub egyik kábelcsatornáján, a Reflektor TV-n voltak láthatóak. Az RTL II indulásával a csatorna újra képernyőre tűzte a műsort a legelső évaddal, 18:00 órás kezdéssel. A műsort 4:3-as képarányban rögzítették.